# Tania Medina
Tania Yolanda Medina Collado (La Romana, 12 de abril de 1982) es una cirujana plástica, presentadora, escritora y modelo dominicana. En marzo de 2022 fue incluida en la lista de las «25 Mujeres más Poderosas» de la revista People en Español, y el mismo año apareció en la lista de las «50 Mujeres Poderosas», elaborada por la revista Forbes.

## Biografía

### Modelaje y reinados de belleza
Medina participó en Miss República Dominicana US en el año 2000 y en Miss Milenio Universo, representando a la República Dominicana, en 2001. Ese mismo año participó en Miss Continente Americano, quedando como primera finalista. En 2006 participó en Miss República Dominicana en representación de su municipio natal La Romana. Llegó a ser semifinalista y finalizó en la séptima posición. Ese mismo año participó en Miss Mundo Dominicana 2006, finalizando en la tercera posición.
Ha participado en numerosos programas de televisión en medios como Univisión, Telemundo y People, entre otros.  Además, ha aparecido en portadas o páginas de revistas como Harper's Bazaar, Glamour, L'Officiel y Elle. En 2021 lideró en Nueva York el taller de motivación y autoayuda Siendo mi mejor versión, en el que participaron celebridades como Gelena Solano, Yelitza Lora, Daneida Polanco y Albania Rosario. En 2022 presentó su primer libro, titulado La belleza de amarme.

### Carrera médica
Medina estudió medicina en el Instituto Tecnológico de Santo Domingo (INTEC). Se graduó como especialista en la Residencia Nacional de Cirugía Plástica Estética y Reconstructiva del Hospital Dr. Salvador Gautier.
Es miembro del Colegio Médico Dominicano y candidata a miembro de la Sociedad Dominicana de Cirugía Plástica, Reconstructiva y Estética (SODOCIPRE). También forma parte del Staff Nacional Privado de Cirujanos Plásticos Estéticos Reconstructivos.

## Vida personal
Medina estuvo casada en 2007 con Pablo García, cirujano general. La pareja tuvo cuatro hijos: Daniella, Letizia, Paula y Pablo.